# Celestynowo
Celestynowo – osada w Polsce położona w województwie wielkopolskim, w powiecie poznańskim, w gminie Kórnik, 3 km na wschód od Kórnika.
Słownik geograficzny Królestwa Polskiego podaje, że pod koniec XIX wieku miejscowość była folwarkiem proboszczowskim, włączonym do Pierzchna.
W latach 1975–1998 miejscowość administracyjnie należała do województwa poznańskiego.
W kwietniu 2023 osada liczyła 38 mieszkańców.